# The Return of Dr. Fu Manchu
Pour plus de détails, voir Fiche technique et Distribution.
The Return of Dr. Fu Manchu est un film américain réalisé par Rowland V. Lee, sorti en 1930.

## Synopsis
Le monstrueux et maître du crime Dr Fu Manchu entreprend de détruire aussi impitoyablement que cruellement les personnes qu'il tient pour responsables de la mort de sa famille.

## Fiche technique
- Titre original : The Return of Dr. Fu Manchu
- Réalisation : Rowland V. Lee
- Scénario et adaptation : Lloyd Corrigan et Florence Ryerson d'après un roman de Sax Rohmer
- Producteurs : Rowland V. Lee et B. P. Schulberg : producteur exécutif (non crédité)
- Société de production : Paramount Pictures et Rowland V. Lee Productions
- Photographie : Archie Stout
- Pays d'origine : États-Unis
- Format : Noir et blanc - Son : Mono (Western Electric Sound System)
- Genre : Thriller
- Durée : 73 minutes
- Date de sortie :
  - États-Unis : 2 mai 1930

## Distribution
- Warner Oland : Dr. Fu Manchu
- O.P. Heggie : Inspecteur Nayland Smith
- Jean Arthur : Lia Eltham
- Neil Hamilton : Dr. Jack Petrie
- Evelyn Hall : Lady Agatha Bartley
- William Austin : Sylvester Wadsworth
- Margaret Fealy : Lady Helen Bartley
- Shayle Gardner : Détective Harding
- Evelyn Selbie : Fai Lu